# فن هلنستي

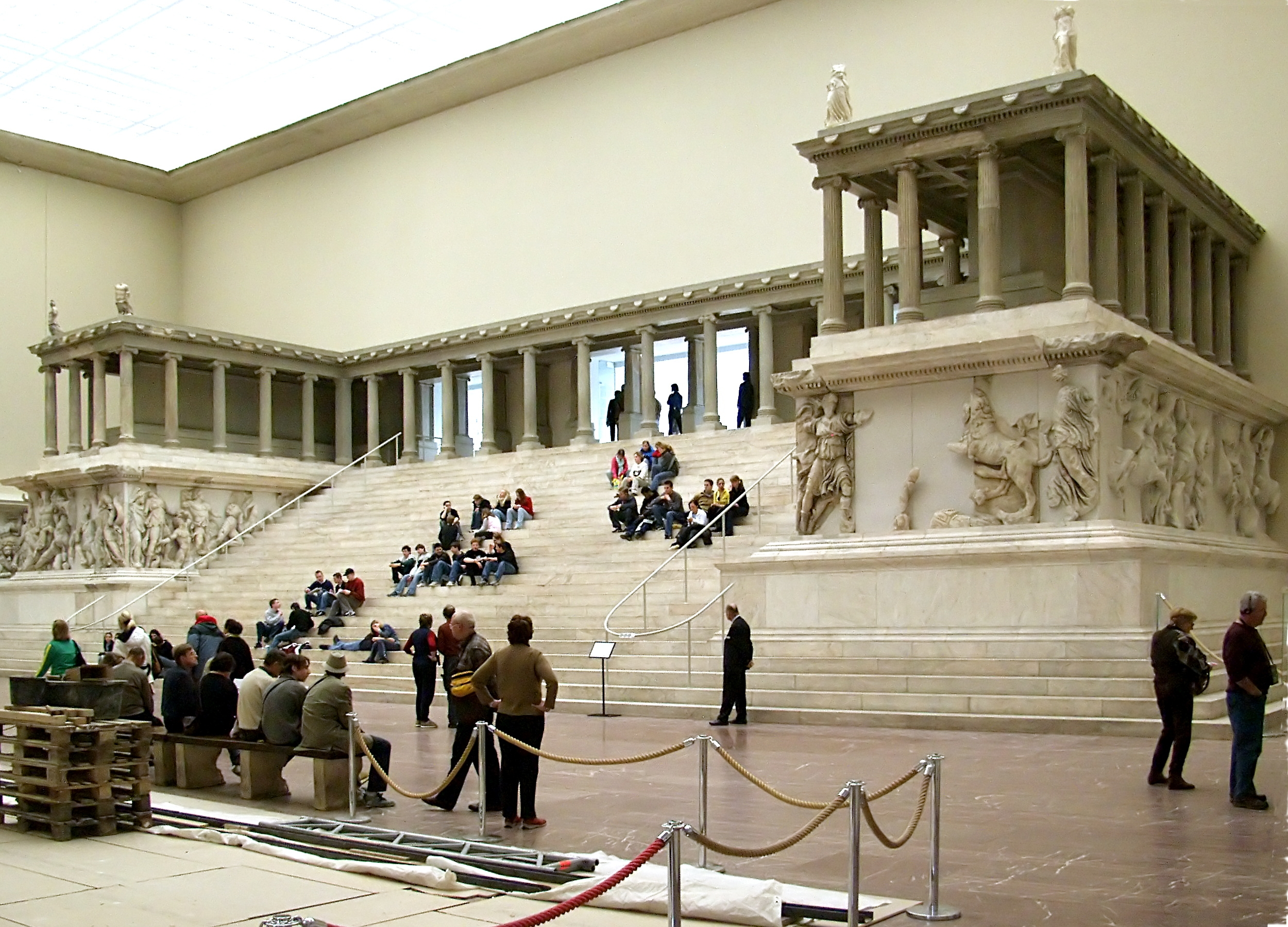
مذبح بيرغامون (200-190 ق.م)، متحف بيرغامون، برلين

الفن الهلنستي هو فن العصر الهلنستي الذي بدأ بوفاة الإسكندر الأكبر في سنة 323 قبل الميلاد وانتهى مع غزو الرومان لليونان أو ما يُسمّى باليونان الرومانية. انتمى إلى هذه الفترة عددٌ من أعمالِ النحتِ الأكثر شهرةً في اليونان القديمة، بما في ذلك: تمثال لاوكون وأبناؤه وفينوس دي ميلو والنَّصر المُجنَّح ساموثريس. كان الفن الهلنستي تابعًا للعصر الفنّي في اليونان القديمة، واعتُبرَ الفن اليوناني الرومانيّ فيما بعد بمثابة استمرارٍ للاتجاهات الفنية الهلنستية.
يشيرُ مصطلح الهلنستية إلى النفوذِ اليونانيّ وأفكاره المُنتشرة بعد وفاة الإسكندر الأكبر، مع وجود اللغة اليونانية العامية المختلطة «كوينه». شمل العصر الهلنستي مناطق ضخمة تغطي كامل بحر إيجة، على عكس العصر اليوناني القديم الذي ركّزَ فقط على مدينة بوليس وأثينا وأسبرطة. وهذا يدلُّ من الناحية الفنية على التنوع الهائل الموجود تحت عنوان الفن الهلنستي.
أحد ميّزات هذه الفترة كانت تقسيم إمبراطورية الإسكندر إلى عدّة إمبراطوريات صغيرة أسسها ملوك طوائف الإسكندر (وهم مجموعة من الجنرالات الذين أصبحوا فيما بعد حُكَّامًا لمناطقَ مختلفة): البطالمة في المملكة البطلمية، والسلوقيون في بلاد الرّافدين وإيران وسوريا. عُرفَ ثلاثة فنانين في عهد الإسكندر وهم: النّحات ليسيبوس والرسَّام أبيليس، وقاطع الأحجار الكريمة والنقاش بيرغوتيليس. تُعدُّ الفترة التي تلت وفاة الإسكندر فترة ازدهار وبذخ في معظم أنحاء العالم اليوناني، وبشكل خاص الأثرياء منهم. ازدهرت أعمالُ النّحتِ والرسم والعِمارة وأصبحَ الملوكُ هم الرّعاةَ الرّسميين للفن. ولكن الرّسم على الأواني الفخّارية لم يعد ذو أهمية كالسّابق. إذ أُنتِجت مجموعةٌ واسعة من الفنون الجميلة وتطوّرت بعض أنواع الفن الشعبي بشكل ملحوظٍ أيضًا.
طُبِّقت أحيانًا مصطلحات من القرن الثامن عشر مثل: الباروكية والروكوكو على الفن في هذه الفترة. أُعطيَ الكثير من التقدير لهذه الفترة بسبب إعادة اهتمامها بعلم التّاريخ وبعض الاكتشافات الحديثة، مثل: مقابر فيرغينا.

## العمارة
كَشفَت السُّلالات الحاكمة في مجال الهندسة المعمارية، عن خُططٍ حضرية واسعة ومُجمّعاتٍ كبيرةٍ اختفى معظمها من المدن بحلول القرن الخامس قبل الميلاد. كان تخطيط المدن هذا مُصممًا تمامًا للعالم اليوناني إذ جعلوا من خطط البناء متوافقة تمامًا مع البيئة الطبيعية بدلًا من تغيير المساحات وتصحيح عيوبها. يلاحظ المرء ظهور العديد من أماكن الاستجمام والرّفاهية، وازدياد عدد المسارح والمتنزهات. كانت الحكومات الملكية الهلنستية مُتقدّمة في هذا المجال، فهي غالبًا تملك مساحات شاسعة وإمكانية بناء المدن الكبيرة مثل: أنطاكية وبيرغامون وسلوقية (أسسها السلوقيّون على نهر دجلة).
صُمِّمَ المعبد الثاني للإله الإغريقي أبُولُو في ديديما، على بُعدِ عشرين كيلومترًا من ميليتوس في مدينة إيونية، من قِبل دافنيز من ميليتوس وبيونيوس من أفسس في نهاية القرن الرابع قبل الميلاد، لكن البناء لم يكتمل حتى القرن الثاني الميلادي. وهو يُعد أحد أكبر المباني التي شُيِّدت على الإطلاق في منطقة البحر الأبيض المتوسط.

### أثينا
استُخدِم نظام كورنثي لأول مرة بشكل كامل في معبد زيوس الأولمبي في أثينا.

### أولينثوس
تُعتبرُ مدينة أولينثوس القديمة حجرَ الأساس في إيجاد الصِّلة ما بين العالمَين الكلاسيكيّ القديم والهلنستي من الناحية المعمارية والفنية.
عُثرَ على أكثر من 100 منزلٍ في عدة مواقعٍ من مدينة أولينثوس، ومنَ المثير للاهتمامِ كيف بقيت هذه المنازل وغيرها من الأبنية مُحافظ عليها كما هي. وهذا ما سمحَ لنا أن نفهم جيدًا طريقة تنظيم واستخدام المساحات داخل هذه المنازل.
كانت أغلب المنازل في أولينثوس مُربّعةَ الشكلِ، ومُريحةً وعَمليّة. وبما أنَّ العيش ضمن حياةٍ حضرية يتطلّبُ الحفاظ على مكانٍ متينٍ للسكن، استُخدِم العديد من المواد الشبيهة بالطُوب بالإضافة إلى استخدام الأحجار والخشب والطُوب الطيني ومواد أخرى بشكلٍ شائعٍ لبناء هذه المنازل.
يُعدُّ وجودُ الفناءِ في المنزل عنصرًا آخرَ ذو شعبيةٍ كبيرةٍ خلال الفترة الهلنستية. كان الفناء بمثابةِ مصدرٍ للإضاءة في المنزل إذ كانت المنازلُ اليونانيّةُ تُغلقُ من الخارجِ للحفاظ على خصوصيتها. عُثرَ على النوافذ في بعض المنازل، لكنها عادة ما تكون صغيرةً ومرتفعةً عن الأرض.
اعتُبرَ وجودُ الفناء محورًا أساسيًا في المنزل فهو يُوفِّر مساحةً للتسلية ومصدرًا للضّوء من الداخل. وكانت الأرضيّات في معظم الأحيانِ مرصوفةً بالحصى، ولكن اكتُشف البعض منها مرصوفًا بالفسيفساء. إذ كانت الفسيفساء وسيلةً رائعةً بالنسبةِ للعائلة للتعبير عن اهتماماتهم ومعتقداتهم وطريقةً لإضافة الديكور إلى المنزل وجعله أكثر جاذبية من الناحية البصرية.

### بيرغامون
مدينة بيرغامون التاريخيّة هي مثالٌ مميزٌ للهندسةِ المعماريَّةِ الهلنستية. إذ أنشأت الأسرة الأتاليّة مُجمّعًا مِعماريًا ضخمًا بدءًا من القلعة البسيطة الواقِعة على الأكرُوبُول. وانتشرت المباني حول الأكروبول بشكل مُتناسب مع طبيعة التضاريس في المنطقة.

## النّحت
أصبحَ النّحتُ خلال هذه الفترةِ طبيعيًا ومُعبِّرًا أكثر. إذ سعى الفنان الهلنستي إلى تمثيل الشخصيات المُرتبطة بمواضيع فنّه، بما في ذلك: المعاناة والنوم أو الشيخوخة. وأصبحت المواضيع التي تتناول عامّة الناسِ والنساء والأطفال والحيوانات والمشاهد المنزلية مقبولةً في النحت، بعد أن كانت حكرًا على الأسر الغنية بهدف تزيين منازلهم وحدائقهم؛ من الأمثلة على ذلك: تمثال الصّبي مع الشّوكة.
أُنتجَ العديدُ من البورتريهات الواقعية للرجال والنساء من كافّة الأعمار، ولم يعد يشعر النحاتون بأنهم مُلزمون بتصوير الناس كمثالٍ على الجمالِ والكمالِ الجسديّ. كان يُصوَّر سابقًا عَالمُ ديونيسوس أو باخوس (إله الخمر عند الإغريق) في رسومٍ وتماثيلٍ غير مُكتملة. بينما صُوّر تمثال المرأة المخمورة في ميونيخ، دون أي تحفظات صورة امرأة عجوز هزيلة ومُنهكة ومُتشبّثة بجرّة النبيذ.

### الخَصْخَصَة
وُجدِت ظاهرة أخرى في العصر الهلنستي في فن النحت: الخَصْخَصَة، التي لُوحِظت من خلال استعادة الأنماط العامة القديمة في النحت الزخرفي. وبدأت المدن الهلنستية الجديدة بالظهور في جميع أنحاء مصر وسوريا والأناضول، الأمر الذي تطلب صنع تماثيل تُصوِّر آلهة وأبطال اليونان في المعابد والأماكن العامة.

### الباروكية
تُعد مجموعة التماثيل المتعددة الأشكال من ابتكار الهلنستية في القرن الثالث، إذ أخذوا النقوش التي تُمثّل المعارك الملحمية الموجودة على جدران المعابد، ونحتوها ضمنَ مجموعاتٍ من التماثيل بالحجم الطبيعي مع التواءٍ شديد في أجسامهم، وتعبيرات عنيفة في وجوهم، أُطلق على أسلوبهم هذا اسم «الباروكية».

#### تمثال رودس
كانت رودس إحدى المدن القليلة التي تمكنت من الحفاظ على استقلالها التام عن السيطرة الهيلينية. بُني تمثال رودس العملاق احتفالًا بالنّصر بعد صمود المدينة لمدة عام تحت الحصار من قبل ديميتريوس بولوريسيت (304-305 قبل الميلاد)، وبلغَ ارتفاعه 32 مترًا، وكان واحدًا من عجائب الدنيا السبع في العالم القديم. فُقدَ العديد من التماثيل البرونزية الكبيرة وصُهرَ معظمها بهدف استرداد المواد المُصنَّعة منها.

#### تمثال لاوكون
اكتُشِف هذا التمثال في روما في عام 1506 ولاحظه ميكيلانجيلو على الفور، ثم بدأ تأثيره الهائل على فن عصر النهضة والباروكية. يُظهر التمثال لاوكون مخنوقًا من قبل الثعابين، مُحاولًا بشكلٍ يائسٍ إبعادهم عن أطفاله لينقذهم من الموت.

#### سبرلونغا
تعدُّ منحوتات سبرلونغا سلسلةً أخرى من المنحوتات «الباروكية» على الأسلوب الهلنستي، التي قد تكون صُنِعت للإمبراطور تيبيريوس، الذي كان حاضرًا عندما زُيِّنت مغارة البحر في جنوب إيطاليا بعد انهيارها. تشيُر النقوش إلى أن النحاتين الذين صنعوه هم نفسهم الذين صنعوا مجموعة لاوكون.